# Hemioplisis pholata
Hemioplisis pholata is een vlinder uit de familie van de spanners (Geometridae). De wetenschappelijke naam van de soort is voor het eerst geldig gepubliceerd in 1858 door Achille Guenée.